# زهرا امامی (ضیاءالسلطنه)
زهرا امامی (۱۲۵۸ خورشیدی برابر با ۱۸۷۹ میلادی – ۱۳۴۴ خورشیدی برابر با ۱۹۶۵ میلادی)، که مشهور به شمس‌السلطنه و پس از درگذشت مادرش ملقب به ضیاءالسلطنه شد، همسر دکتر محمد مصدق و از نوادگان ناصرالدین‌شاه قاجار بود.

## زندگی‌نامه
زهرا امامی فرزند شاهزاده ضیاءالسلطنه (دختر ناصرالدین‌شاه قاجار) و میرزا زین‌العابدین تهرانی ملقب به ظهیرالاسلام (امام جمعهٔ وقت تهران)، در ۱۲۵۸ خ. در تهران زاده شد.
او که به شمس‌السلطنه شناخته می‌شد، پس از مرگ مادرش، لقب ضیاءالسلطنه را از شاه دریافت، و به ضیاءالسلطنه ثالث مشهور شد.
زهرا امامی در سال ۱۲۸۰ خورشیدی (۱۹۰۱ میلادی) به عقد دکتر محمد مصدق درآمد. ازدواج دختر امام‌جمعهٔ پایتخت و نوهٔ پادشاه وقت با جشن و چراغانی در تهران برگزار شد. حاصل این ازدواج پنج فرزند (دو پسر و سه دختر) بود.  فرزندان این دو شامل ضیاء اشرف، احمد، محمود، غلامحسین، منصوره، و خدیجه بودند.
ضیاءالسلطنه در طول زندگی مشترک با مصدق، شاهد رویدادهای مهمی چون نهضت ملی‌شدن صنعت نفت و کودتای ۲۸ مرداد ۱۳۳۲ بود و در دوران تبعید و حصر خانگی مصدق نیز در کنار او به حمایت از وی و رسیدگی به امور خانواده پرداخت. وی در سال ۱۳۴۴ خورشیدی (یک سال پیش از درگذشت مصدق) در سن ۸۴ سالگی چشم از جهان فروبست. مصدق که از فقدان همسرش بسیار متأثر بود، از او به‌عنوان «همسر عزیری که با همه‌چیز ساخت و بعد از مرگ مادرم تنها امید زندگی‌ام بود» یاد می‌کرد.